# Ivor Broadis
Ivan Arthur „Ivor“ Broadis (* 18. Dezember 1922 in Isle of Dogs; † 12. April 2019) war ein englischer Fußballspieler und -trainer. Als technisch begabter und agiler Halbstürmer war er neben seinen Erstligastationen AFC Sunderland, Manchester City und Newcastle United besonders für das Engagement beim Drittligisten Carlisle United bekannt. Dort war er bereits mit 23 Jahren Trainer und hält damit im englischen Profifußball bis heute den Rekord als jüngster sportlicher Verantwortlicher. Der 14-fache englische A-Nationalspieler nahm an der WM 1954 in der Schweiz teil und schoss in drei Partien zwei Tore.

## Sportlicher Werdegang

### Vereinskarriere

#### Karrierestart in Carlisle (1946–1949)
Wie bei vielen jungen englischen Fußballtalenten, die um 1920 geborenen worden waren, blieb auch Broadis aufgrund des Zweiten Weltkriegs der Beginn einer Profikarriere zunächst verwehrt. Er diente stattdessen als Leutnant und Navigator in der Royal Air Force und absolvierte dabei 500 Flugstunden, ohne an direkten Kampfhandlungen beteiligt gewesen zu sein. Während des Krieges agierte er im Fußball als Gastspieler für mehrere prominente Klubs. Dazu zählte Tottenham Hotspur und während der Zeit für die „Spurs“ erhielt er seinen fortan bekannten Rufnamen „Ivor“, als sich ein Verantwortlicher bei dem korrekten Vornamen Ivan „verhört“ hatte und sich diesbezüglich eine Eigendynamik entwickelte.
Zum Ende des Kriegs wurde Broadis nach Crosby-on-Eden in die Nähe von Carlisle in den englischen Nordwesten versetzt. Dort war man sich seiner fußballerischen Fähigkeiten bewusst und um ihm das Engagement bei einem Drittligisten schmackhaft zu machen (Angebote lagen aus der höchsten Spielklasse vor), lockte Carlisle United den gerade einmal 23-Jährigen im August 1946 mit dem Amt des Spielertrainers. Broadis nahm an und ist damit bis heute der jüngste Trainer im englischen Profifußballbetrieb der höchsten vier Spielklassen. In den folgenden zweieinhalb Jahren entwickelte sich Broadis mit 52 Toren in 91 Ligaspielen als Halbstürmer positiv. Da die sportlichen Ambitionen in Carlisle bescheiden blieben, wechselte er im Januar 1949 zum Erstligisten AFC Sunderland. Die Transferfreigabe hatte er sich dazu selbst erteilt und die ausgehandelte Ablösesumme von 18.000 Pfund stellte die beteiligten Parteien zufrieden. Sunderland bekam den Vorzug vor Vereinen wie den Blackburn Rovers, Manchester City und Preston North End.

#### Erstligastationen: Sunderland, Manchester und Newcastle (1949–1955)
Obwohl Broadis fortan bei den „Black Cats“ spielte, wohnte und trainierte er weiter in Carlisle unter dem Nachfolger Bill Shankly. Dass sich Broadis in den anschließenden Jahren zu einem der leistungsstärksten und torgefährlichsten englischen Spieler und Kandidaten für die Nationalmannschaft avancierte, schrieb er später maßgeblich Shankly zu. Mehr als sechs Jahre agierte Broadis fortan in der höchsten Spielklasse und in Sunderland stand er an der Seite von Nationalspielern wie Len Shackleton, Dickie Davis, Willie Watson und Trevor Ford. In 84 Pflichtspielen gelangen ihm 27 Tore, aber ein bedeutender Titelgewinn war ihm nicht vergönnt. Als besonders bitter empfand Broadis die verpasste Meisterschaft in der Saison 1949/50 und dort die 1:2-Niederlage gegen den späteren Absteiger Manchester City vor Ende der Spielzeit – mit Broadis als Aushilfs-Mittelstürmer. Am Ende rutschte Sunderland auf den dritten Abschlusstabellenrang ab und hatte damit nur jeweils einen Punkt Abstand auf den Meister FC Portsmouth und Vize Wolverhampton Wanderers. Der dritte Platz war trotz allem die höchste Platzierung in Broadis’ Laufbahn. Einer seiner besten Leistungen lieferte er am Boxing Day 1950 gegen Manchester United mit drei Toren zum 5:3-Auswärtssieg ab.
Im Oktober 1951 wechselte Broadis zu dem Verein, der ihm die Meisterschaftsträume verdorben hatte. Manchester City, das mittlerweile in die First Division zurückgekehrt war, nahm ihn für die Ablösesumme von 25.000 Pfund unter Vertrag. Nur einen Tag später debütierte er in der Elf von Les McDowall gegen Tottenham Hotspur (2:1) und nach zwei weiteren Wochen verpflichtete der Verein mit Don Revie einen weiteren Stürmer. McDowall sah in den beiden Offensivkräften ein sich ergänzendes Duo, aber der hohen Erwartung wurden die beiden nicht gerecht. Der hauptsächliche Grund dafür war nach Aussagen beider Akteure, dass sie gleichsam das Spiel aus der Tiefe und nicht in „vorderster Front“ bevorzugten und sie sich in der Praxis häufig im Weg standen. Dazu kamen unterschiedliche Stile, die sich darin äußerten, dass Broadis mehr durch Schnelligkeit auffiel, während Revie Platz und Zeit brauchte, um sein Spiel aufzuziehen. Ergebnis war für Broadis die vergleichsweise geringe Torquote von zwölf Treffern aus 79 Pflichtspielen in knapp zwei Jahren. Jenseits des Spielfelds sammelte er in Manchester als Kolumnist der Manchester Evening News erste journalistische Erfahrungen.
1953 ging es für Broadis für eine Ablösesumme von 20.000 Pfund zu Newcastle United. In der Mannschaft der „Magpies“ standen Spieler wie Jackie Milburn, Len White, Ronnie Simpson, Bobby Mitchell, Frank Brennan und Ivor Allchurch und wie bei seinen vorherigen Stationen wusste Broadis auch in Newcastle durch seine technischen Fertigkeiten zu gefallen. Als der Verein 1955 den FA Cup gewann, hatte Broadis jedoch im Finale gegen Manchester City (3:1) nach einer Meinungsverschiedenheit mit Trainer Norman Smith gefehlt.

#### Rückkehr nach Carlisle und Karriereausklang (1955–1961)
Im Juli 1955 kehrte Broadis nach Carlisle zurück, wo er bis Juli 1959 nebenbei weiter als Kotrainer assistierte. Letzte aktive Station war der schottische Klub Queen of the South, nur unweit von Carlisle jenseits der Grenze gelegen. Bei dem Zweitligisten spielte er in zwei Jahren um den Aufstieg in die höchste Spielklasse mit, verpasste diesen aber jeweils – in der ersten Saison 1959/60 auf dem dritten Rang mit nur einem Punkt Rückstand auf Dundee United. In den zwei Jahren bis zu seinem Karriereende 1961 agierte er weiterhin auf der Position des linken Halbstürmers. Nach der aktiven Laufbahn arbeitete Broadis 45 Jahre lang im journalistischen Bereich.

### Englische Nationalmannschaft
Trotz der nur mäßigen Erfolge bei Manchester City kam Broadis während seiner Zeit dort zu dem ersten A-Länderspiel für England. Das Debüt am 28. November 1951 gegen Österreich endete im heimischen Wembley-Stadion mit einem 2:2-Remis. Insgesamt bestritt er bis 1954 vierzehn A-Länderspiele, in denen ihm acht Tore gelangen. Bei der denkwürdigen 1:7-Niederlage am 23. Mai 1954 gegen Ungarn war er der Schütze des einzigen englischen Treffers; die Erstauflage im November 1953 (3:6 im Heimspiel) hatte ohne Broadis stattgefunden.
Broadis war auch bei der WM 1954 in der Schweiz Teil des englischen Kaders und in den drei Partien bis zum Ausscheiden im Viertelfinale gegen Uruguay (2:4) schoss er zwei Tore – beide gegen Belgien (4:4). Nach dem Turnier endete seine Länderspielkarriere. Weitere Einsätze sollten nicht mehr folgen.